# غلي كوه (كوهستان)
غلي كوه (بالفارسية: گلی کوه) هي قرية تقع في إيران في Kuhestan Rural District. يقدر عدد سكانها بـ 109 نسمة بحسب إحصاء 2016.